# Festa de l'Onso de la Mata
La festa de l'Onso és una celebració festiva tradicional realitzada al poble de la Mata (comarca dels Ports, nord del País Valencià) en que es representa la caçera d'un os que ha baixat al poble a fer mal. És una tradició emparentada amb celebracions semblants d'alguns pobles del Pirineu (les festes de l'os al Vallespir, les festes de l'ossa a Andorra o al Carnaval de Bielsa) que segueixen un guió i un argument similar.
La festa va ser recuperada al 2007 o el 2008 després d'estar entre quaranta i cinquanta anys sense fer-se. Antigament la festa es realitzava al febrer pels vols de la Candelera, tot i que avui dia la seva celebració s'ha traslladat a la nit del dissabte de març que sigui més proper a l'arribada de la primavera meteorològica real. A vegades se celebra a principis d'abril. La Mata s'ha agermanat amb Prats de Molló, localitat nord-catalana del Vallespir on es realitza el Dia dels Ossos. La festa de la Mata és considerada la representació de l'os en el cicle carnavalesc més meridional de les que encara es mantenen als Països Catalans.
A la Mata, l'animal mitològic és representat per una persona vestida amb roba de sac i pells de corder i amb la cara i les mans plenes de greix. També carrega unes esquelles lligades a la cintura, amb les que fa molt soroll i crida l'atenció. La bèstia és menada per dues diableres, que el condueixen per la vila, enmig de la disbauxa. També l'acompanyen el Caçador, la persona que ha trobat l'os a la muntanya; i el Pastor, la persona que guia l'Onso durant tot el trajecte festiu pel poble, guia la bèstia i l'anima a que pugi pels balcons. La comitiva fa una ronda pels principals carrers del poble i la gent els obre les cases per oferir menjar i beguda. La festa acaba amb un sopar de germanor i un ball popular que s'allarga fins a altes hores de la matinada.

## L'os als Ports de Beseit

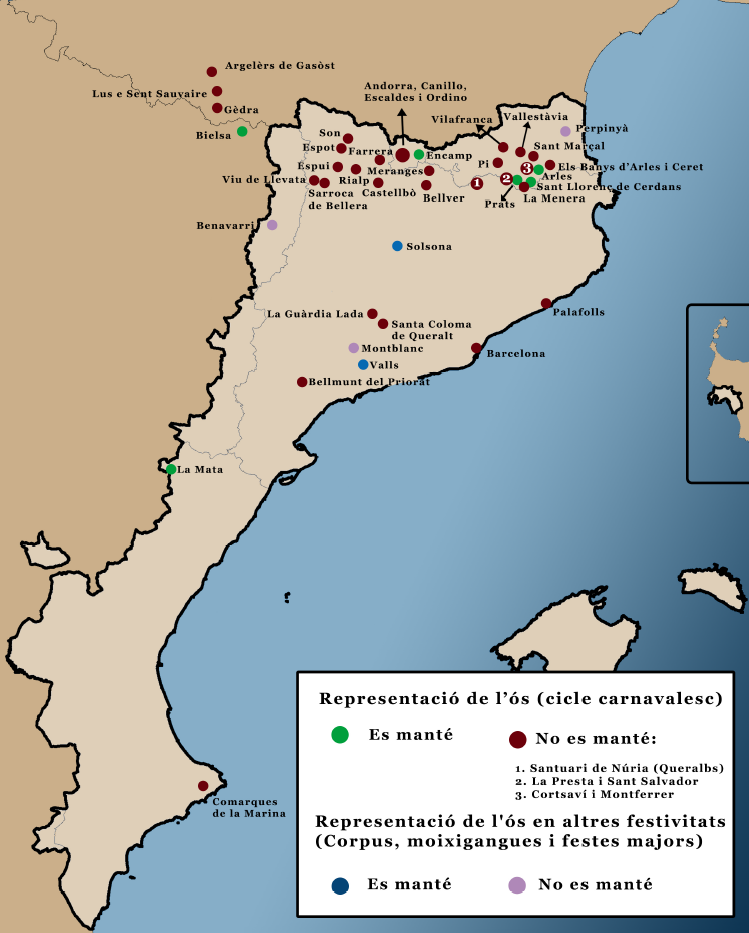
Festes de l'os als Pirineus Centrals i els Països Catalans

Durant l'edat mitjana, l'os bru tenia una forta presència a la major part de les zones muntanyoses de la península Ibèrica. La població cantàbrica aleshores encara estava connectada amb la dels Pirineus i també n'hi havien al sistema Central i al sistema Ibèric. A l'Aragó se'n trobaven a la serra d'Albarrasí i al Maestrat, comarca propera als Ports. El 1303, el comte-rei Jaume II el Just va trametre una carta a la vila aragonesa de Mosquerola prohibint caçar ossos, senglars i cérvols perquè eren peces que es reservava per a ell, igual com feren en aquella època molts altres senyors feudals en els respectius territoris.
A Catalunya hi havia ossos des de la Fenolleda fins als Ports de Tortosa-Beseit. En aquest sentit, Enrique Bayerri explica a Historia de Tortosa y su comarca (1935) que l'espècie havia habitat els Ports de Beseit segles enrere. Però a l'edat moderna, els documents ja constataven un fort retrocés de l'animal a la major part del territori. Al segle xviii es van fraccionar les poblacions cantàbriques i pirinenca i van desaparèixer les del centre i el sud peninsular. A finals del segle xx, degut a la persecució directa per l'home, tan sols quedaven dues poblacions d'ossos a la serralada Cantàbrica i una minsa població relicta de 4 o 5 individus als Pirineus occidentals. Des dels anys 1990 diverses accions de reforç poblacional a la serralada han permès remuntar la demografia d'aquesta espècie i el 2019, s'informaren 52 exemplars vius als Pirineus.
«Onso» és com es denominava l'os en aragonès medieval. Aquesta llengua arribà als Ports a l'edat mitjana de la mà dels repobladors aragonesos.

## Simbologia
Les festes de l'os són pràctiques molt antigues i un cop van estar molt esteses per tot el continent europeu bona part de l'hemisferi nord, no en debades també anomenat regió holàrtica («arctos» vol dir os en grec antic).
Les celebracions de la cacera de l'os guarden un profund simbolisme ancestral. El seu significat està vinculat amb la celebració de l'anunci de la fi de l'hivern i l'arribada de la primavera. L'os, animal que es retira a hibernar durant la cruesa de l'hivern, es desperta així que comença a minvar el mal temps. El seu retorn, afamat, és el prenunci del renaixement de la vida a les muntanyes, passant doncs a simbolitzar la renovació del cicle de la vida. La primavera, alhora, és el període por excel·lència de la prosperitat agrícola i l'abundància. Així mateix, l'os és un animal totèmic: és temut i respectat a parts iguals, tant per la seva fesomia antropomòrfica com pels estralls que causa esporàdicament en els corrals de bestiar, pel qual ha de ser caçat així que surt del seu cau.

## Escenificació
Ysès considera la festa de la Mata entre les representacions de l'os més significatives que contenen balls parlats o parlaments a Europa. La festa moderna de l'onso comença amb un acte nou: el pregó d'un trobador o joglar que explica als assistents l'origen d'aquesta festa i anuncia que s'ha vist rondar un os pel poble
| «                         | Diuen que fa molts anys, al poble de la Mata, se celebrava una festa famosa en la comarca. Veïns i veïnes cansats de passar un cru hivern esperaven la primavera i l'arribada del bon temps. Un senyal natural avisà tota la gent, era la despertà de l'Onso que dormia a la cova calent. Però l'Onso de la Mata, peresós i malifer, al bosc de la roureda passava tot l'hivern. Carregats d'esquelles, joves i majors saltaven i cantaven per despertar l'ós. Des de la Carrasqueta fins a les solanes, ressonaven les esquelles alçant perdius i espantant cabres. Al final de tant de sarau, l'animalot sent les veus i els caçadors que l'esperen l'amarren de cap a peus. A la plaça del poble el porten on espera tota la gent, així comença la festa i l'entreteniment. Portaran per davant les cases, l'Onso ben amarrat; doneu-los menjar i beure, si no, vos l'amollaran. Donarem voltes pel poble, obriu les cases, tragueu el barral, al final tornarem a la plaça i l'Onso farem ballar. L'Onso és a punt d'arribar! Prepareu-vos pel moment: feu sonar les esquelles i un fort aplaudiment! | » |
| — Carceller (2014, p. 85) | |   |

Tot seguit arriba l'onso, normalment, en una gàbia per fer més fàcil el seu transport. Aleshores l'animal comença la seva volta pel poble. Amb les mans plenes de greix intentarà arrimar-se a la gent per deixar la seva empremta en el cos dels assistents. A més d'intentar fugir enfilant-se als balcons amb un tronc de pi mentre la gent l'encoratja amb els crits de "Onso, onso!" L'onso va vestit amb roba de sac i pells de xais com també mana la tradició, i amb la cara i les mans plenes de greix amb la que taca a tot el que troba.
La festa en si esdevé un passacarrer, a més de les diableres, l'Onso va acompanyat per una colla de gaiters i tabalers. En el transcurs del seu trajecte les cases treuen menjar i beure per a tothom.

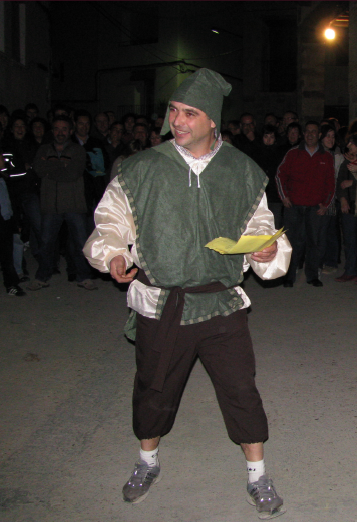
El trobador o joglar llegint el pregó
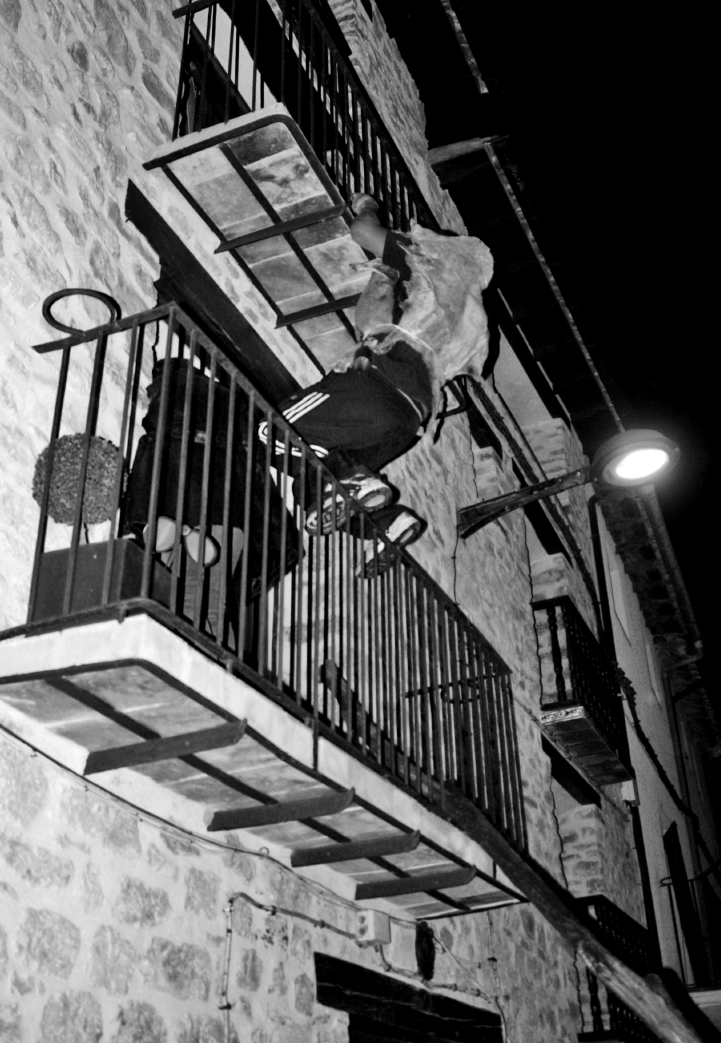
l'Onso enfilant-se en un balcó
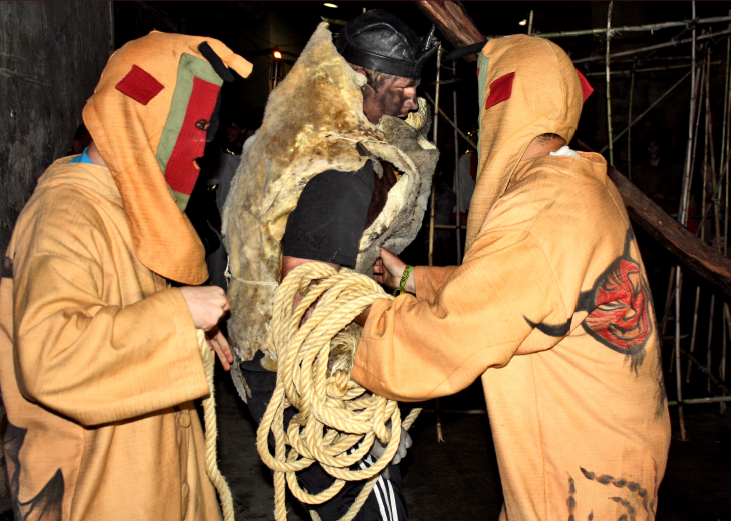
Dos diableres lligant l'Onso
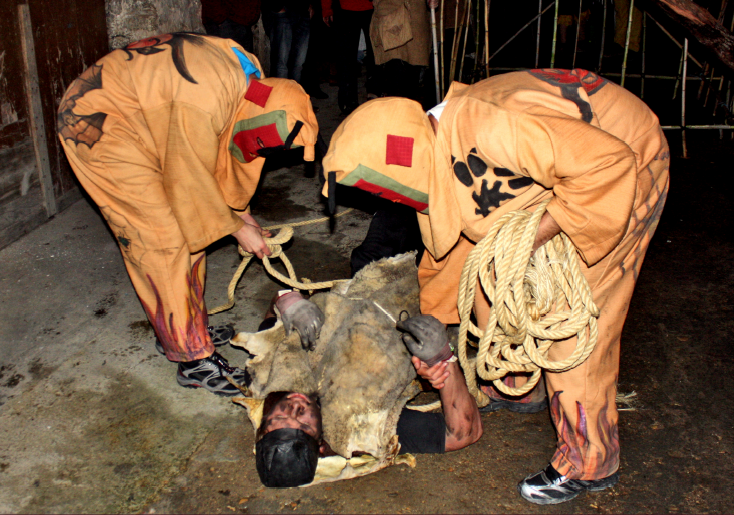
Dos diableres lligant l'Onso
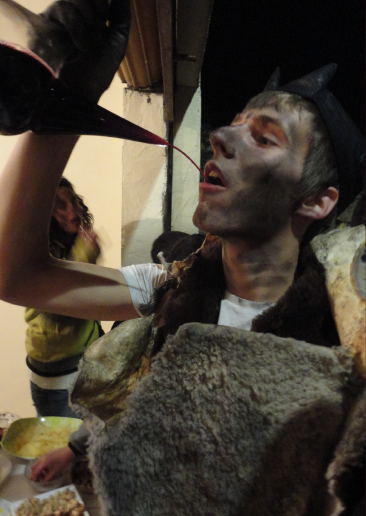
Onso bebent del porró després de la representació
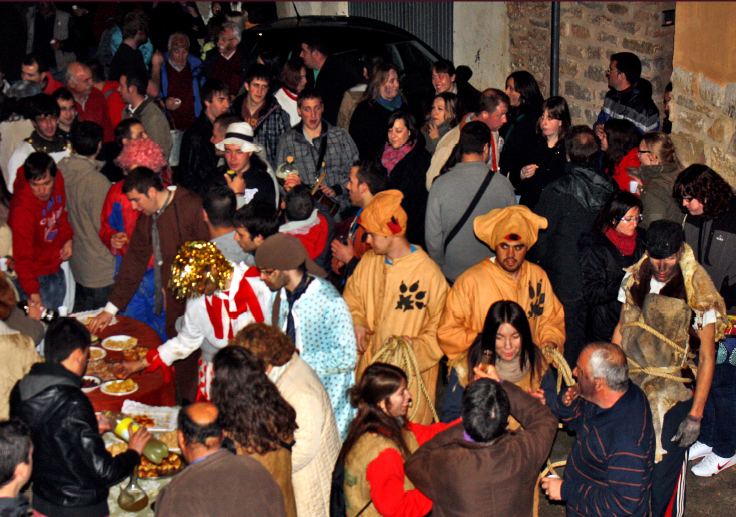
Celebració popular al final de la festa